# Gro Marit Istad Kristiansen
Gro Marit Istad Kristiansen (Voss, 9 febbraio 1978) è un'ex biatleta norvegese.
È nipote di Jon Istad, a sua volta biatleta di alto livello.

## Biografia
In Coppa del Mondo ottenne il primo risultato di rilievo il 6 dicembre 1997 a Lillehammer (34ª), il primo podio il 16 gennaio 1999 a Ruhpolding (3ª) e la prima vittoria il 28 febbraio successivo a Lake Placid.
In carriera prese parte a tre edizioni dei Giochi olimpici invernali, Salt Lake City 2002 (53ª nella sprint, 40ª nell'inseguimento), Torino 2006 (40ª nella sprint, 40ª nell'inseguimento) e Vancouver 2010 (66ª nella sprint), e a sei dei Campionati mondiali, vincendo due medaglie.

## Palmarès

### Mondiali
- 2 medaglie:
  - 2 ori (staffetta[3] a Oberhof 2004; partenza in linea[3] a Hochfilzen/Chanty-Mansijsk 2005)

### Mondiali juniores
- 2 medaglie:
  - 2 ori (staffetta a Forni Avoltri 1997; sprint a Valcartier 1998)

### Coppa del Mondo
- Miglior piazzamento in classifica generale: 12ª nel 1999
- 17 podi (5 individuali, 12 a squadre[2]), oltre a quelli ottenuti in sede iridata e validi anche ai fini della Coppa del Mondo:
  - 9 vittorie (2 individuali, 7 a squadre)
  - 4 secondi posti (1 individuale, 3 a squadre)
  - 4 terzi posti (2 individuali, 2 a squadre)

#### Coppa del Mondo - vittorie
| Data             | Località              | Nazione             | Spec.                                                                   |
| ---------------- | --------------------- | ------------------- | ----------------------------------------------------------------------- |
| 28 febbraio 1999 | Lake Placid           | Stati Uniti         | RL (con Ann Elen Skjelbreid, Liv Grete Poirée e Gunn Margit Andreassen) |
| 5 dicembre 1999  | Hochfilzen            | Austria             | RL (con Ann Elen Skjelbreid, Liv Grete Poirée e Gunn Margit Andreassen) |
| 18 dicembre 1999 | Osrblie Pokljuka      | Slovacchia Slovenia | SP                                                                      |
| 2 dicembre 2000  | Hochfilzen Anterselva | Austria Italia      | RL (con Ann Elen Skjelbreid, Gunn Margit Andreassen e Liv Grete Poirée) |
| 7 dicembre 2000  | Pokljuka Anterselva   | Slovenia Italia     | SP                                                                      |
| 11 gennaio 2001  | Ruhpolding            | Germania            | RL (con Ann Elen Skjelbreid, Linda Grubben e Liv Grete Poirée)          |
| 19 gennaio 2001  | Anterselva            | Italia              | RL (con Ann Elen Skjelbreid, Linda Grubben e Gunn Margit Andreassen)    |
| 29 novembre 2005 | Östersund             | Svezia              | RL (con Liv Grete Poirée, Gunn Margit Andreassen e Linda Grubben)       |
| 10 dicembre 2005 | Hochfilzen            | Austria             | RL (con Liv Grete Poirée, Gunn Margit Andreassen e Linda Grubben)       |

Legenda:

SP = sprint

RL = staffetta